# Metropolia niżnonowogrodzka
Metropolia niżnonowogrodzka – jedna z metropolii Rosyjskiego Kościoła Prawosławnego. W jej skład wchodzą cztery eparchie: niżnonowogrodzka, łyskowska, wyksuńska oraz gorodiecka.
Erygowana przez Święty Synod Rosyjskiego Kościoła Prawosławnego w marcu 2012. Jej pierwszym ordynariuszem został metropolita niżnonowogrodzki i arzamaski Jerzy (Daniłow).